# Понеділок (Цілком таємно)
Понеділок (Monday) — 14-й епізод шостого сезону серіалу «Цілком таємно». Епізод не належить до «міфології серіалу» — це монстр тижня. Прем'єра в мережі «Фокс» відбулася 28 лютого 1999 року.
У США серія отримала рейтинг домогосподарств Нільсена рівний 10.2, який означає, що в день виходу її подивилися 16.7 мільйона чоловік.
Світ в пастці часової петлі, і тільки одна жінка на ім'я Пам знає про це. Кожен день події, які відбуваються, відрізняються незначно. Пограбування банку відбувається знову і знову, і, зрештою, вибух будівлі невідворотний. Так чи інакше, Малдер і Скаллі виявляються в пастці у центрі подій.

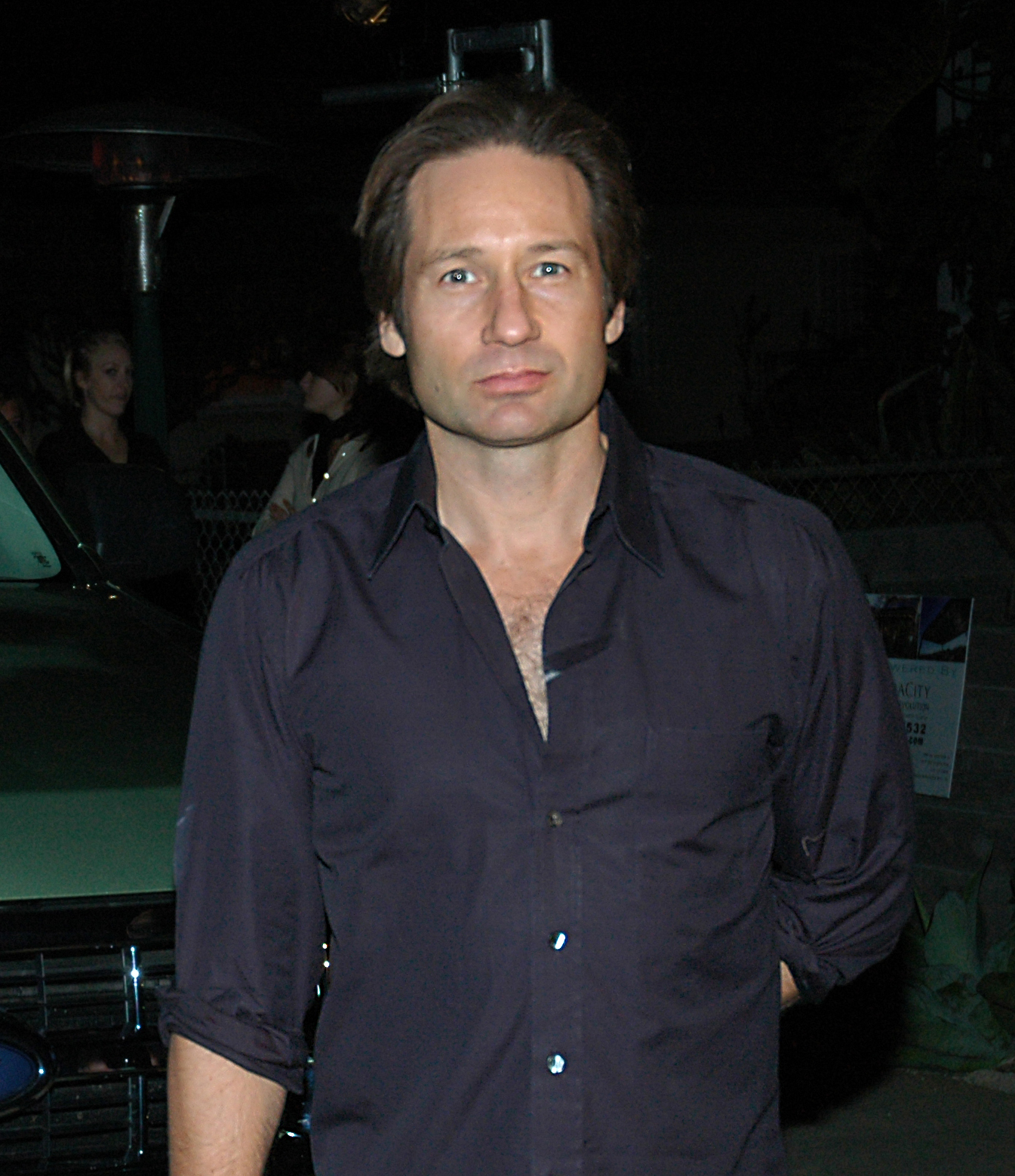

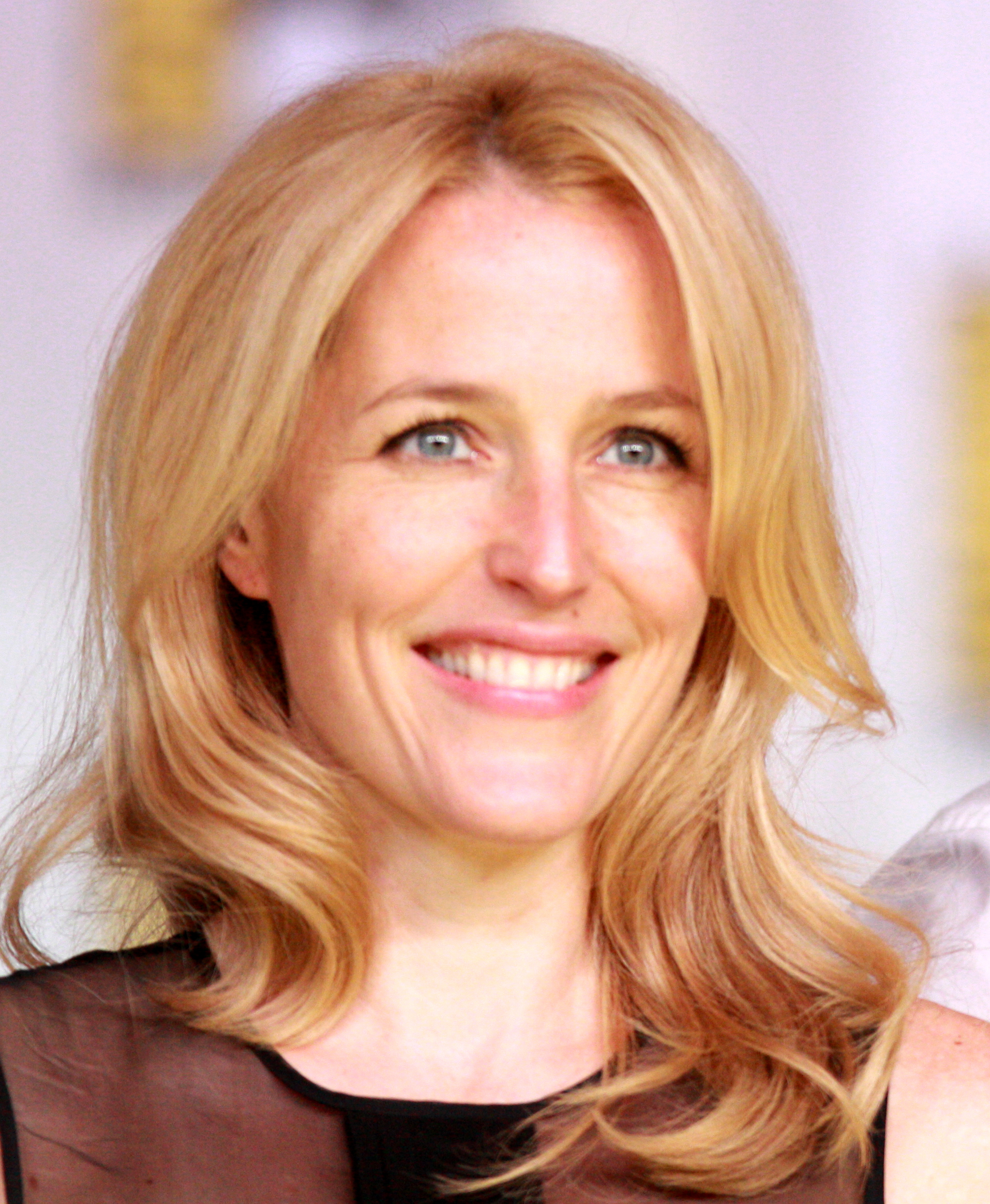

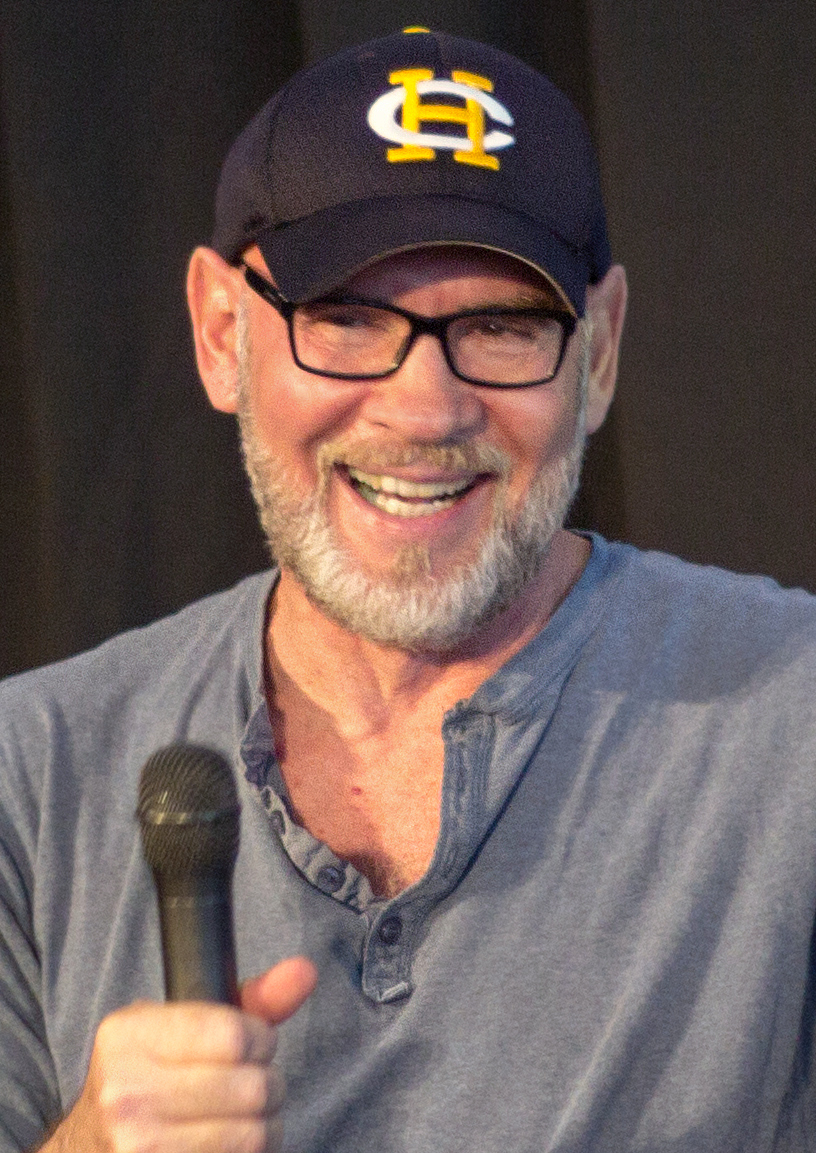

## Зміст
Істина десь поруч
Фокс Малдер спливає кров'ю від вогнепальної рани, поки Скаллі намагається руками стримати кровотечу. Вони є заручниками серед інших при пограбуванні «Морського банку Кредок», і Дейна намагається розмовляти з їх викрадачем, який обчеплений саморобними вибуховими пристроями, прив'язаними до грудей. Якась дівчина біжить до поліції і кричить до Скіннера щоб він зупинив поліцію. Поліція починає штурмувати будівлю, що спонукає бойовика підірвати бомбу, вбиваючи усіх.
Малдер прокидається, неушкоджений, виявляючи, що його водяне ліжко почало текти, будильник зламався, і йому потрібно заплатити власнику квартири за збитки від води. Для цього він змушений піти в банк, а не їхати на зустріч із Дейною Скаллі, Волтером Скіннером та різними іншими чиновниками ФБР. Коли він приїжджає, приїздить і той самий грабіжник на ім'я Бернард з Пам, який нервово намагається пограбувати банк, і стріляє в Малдера. Касир вмикає беззвучну тривогу банку і на місце події мчать поліцейські машини. Скаллі приїжджає і в черговий раз намагається допомогти партнеру, коли той лежить при смерті, але події йдуть тим же шляхом — поліція штурмує, Бернард підриває бомбу, і всі гинуть. Пам тим часом напам'ять повторює слова повторюваних персонажів.
Малдер прокидається, виявляючи, що в його водяному ліжку відбувся витік, будильник зламався, і йому потрібно заплатити господареві за збитки від води. Всі забувають про повторення подій, крім подруги Бернарда Пам. В одному з повторів Скаллі йде покласти гроші на рахунок Малдера — але він з'ясовує що не підписав чек і кидається за Дейною. Протягом кількох повторів подій Пам намагається різними методами врятувати агентів, зокрема силкується переконати Бернарда не йти в банк, перешкодити агентам увійти до банку, інформуючи про часовий цикл та благаючи Скіннера не пускати поліцію до будівлі. Вона проривається в будівлю ім. Гувера та просить Скаллі не йти до банку. З її слів випливає, що вона пережила ці події більше п'ятдесяти разів. Малдер намагається не йти до банку — але банкомат не працює. Малдеру навіть вдається підстрелити Бернарда. У подіях відбуваються незначні зміни, і розмова Малдера та Скаллі щоразу формулюється по-різному, але результати завжди однакові: Бернард детонує бомбу, як правило, після пострілу в Малдера, і всі в банку гинуть.
Коли часовий цикл триває, Малдер наближається до можливості згадати. І у Фокса й у Дейни з'являється відчуття «дежа-вю». Нарешті Пам здатна переконати його в тому, що події повторюються, і перед тим, як його вбиває вибухом, Малдер починає повторювати собі: «У нього бомба», намагаючись згадати про це наступного разу.
У наступному повторенні дня Малдер виявляє, що повторює фразу в банку і, діючи на рівні передчуття, закликає Скаллі, а потім стикається з Бернардом, перш ніж він починає взяття заручників, змінюючи події на фундаментальному рівні. Скаллі, реагуючи на телефонний дзвінок Малдера, приводить Пам до банку. Малдер і Пам переконують Бернарда здатися і піти з Пам. Сирени наближення автівок поліції стають чутними, і Бернард стає схвильованим та намагається застрелити Малдера, але Пам кидається перед Фоксом, коли він стріляє. Поки вона лежить помираючи, то каже Малдеру: «Такого ще не траплялося». Бернард падає на коліна, жахаючись зробленого, і дає себе заарештувати. Вибуху бомби вдалося запобігти, петля часу нарешті розірвалася.
Вона просто хотіла звідти піти

## Зйомки
Епізод був написаний під надзвичайним тиском в часі короткої різдвяної перерви, стилістично він схожий з комедійним фільмом «День бабака» (1993). Однак Вінс Гілліган і Джон Шибан, автори епізоду, звертають увагу на епізод «Сутінкової зони» «Гра тіней» (1961). Пізніше Гілліган зауважив: «Найцікавіше в „Понеділку“ — це, здавалося, коли людям дуже подобається, але вони завжди хитро посміхаються і кажуть: ти якось переробляєш День бабака, чи не так? [ …] І я б сказав, ми не переробляли День бабака, ми роздирали Зону сутінків».
Ріку Міллікану було доручено знайти актрису, яка зіграла б Пам, дівчину грабіжника банку. Міллікан пояснював труднощі у виконанні ролі: «Вам довелося шкодувати про страшну, неймовірну долю цієї жінки — тому що вона потрапила до живого пекла — ніколи не думаючи, що вона божевільна». Роль дісталася Керрі Гемілтон. Це була одна з її останніх телевізійних ролей — Керрі померла від онкозахворювання через три роки у віці 38 років. Міллікан залучив акторський склад Даррена Берроуза, колишнього гравця комедійного серіалу «Північна сторона».
Кім Меннерс, розуміючи монотонність деяких сцен — таких як пробудження Малдера після кожного послідовного вибуху, намагався зробити кожен кадр цікавим, включаючи зйомки під новим кутом камери, щоб заключний епізод був візуально привабливим і утримував увагу глядачів. Перший помічник режисера Брюс Картер вивчив сценарій та створив специфічний графік, щоби полегшити зйомки. Лише цей процес зайняв 2 тижні, але Картер вважав його успішним: «Це була одна з речей, якою я пишався весь рік».
Сцени в банку знімали на Мейн-стріт — на розі 4-ї вулиці в центрі Лос-Анджелеса у будинку, який раніше був філією «Farmers and Merchants Bank of Los Angeles». Будівля була повністю відремонтована, і всі предмети, представлені у епізоді, придбані в каталозі банківських послуг шефом декорацій Тімом Степеком. Під час сцен затримки, що проходили за межами банку, поліція перекрила територію з 4 блокуваннями, щоб звільнити групі достатньо місця для роботи. Меннерс використовував 11 камер під час цієї частини зйомок, і деякі випадково потрапили на плівку; пізніше вони були стерті при постпродукції. Під час зйомок поліцейські автомобілі, припарковані біля банку, стояли з вимкненими двигунами, оскільки загальний шум автомобілів глушив діалог. Щоб їхні вогні все ще блимали, координатор Денні Бріггс встановив портативні зарядні пристрої для акумуляторів у кожній автівці.
В епізоді використано низку реквізитів, причому водяне ліжко (яке було придбано Моррісом Флетчером раніше — в шостому сезоні епізоду «Країна мрій») виявилося найважчим місцем для пошуку. Степеку довелося замовити ліжко в спеціалізованому магазині меблів у Сан-Франциско. Зарплата та конверт Малдера були створені після кількох дзвінків-уточнень до будівлі Дж. Едгара Гувера у Вашингтоні. Документи були зроблені максимально реалістичними, але щоб не виглядали надто переконливими. Коли прийшов час наносити грим Гемілтон, провідний гример Шері Монтесанто-Мекалф наклала туш для вій під очима акторки, а потім розмазала його, щоб надати вигляду «примарності». Пряма і багатобарвна зачіска Пем була творінням Гемілтон. Дені Грін, керівнику відділу волосся, було доручено створити точну копію перуки, яку носитиме двійник Гемілтон.

## Показ і відгуки
«Понеділок» вперше вийшов в етер у США 28 лютого 1999 року. Епізод отримав рейтинг Нільсена 10,2, що означає — приблизно 10,2 % всіх домогосподарств, обладнаних телевізором, були налаштовані на нього. Його переглянули 16,7 мільйона глядачів. Епізод вийшов в показ у Великій Британії й Ірландії на «Sky One» 13 червня 1999 року, та набрав 0,90 млн глядачів, що зробило його другим найбільш переглядуваним епізодом того тижня.
Епізод отримав позитивні відгуки. Том Кессеніч у книзі «Експертиза: Несанкціонований погляд на сезони 6–9 Цілком таємно» надав позитивний опис, написавши: «Одна з сильних сторін „Понеділка“ полягає в тому, щоб показати нам еволюцію Скаллі та те, як її досвід з Малдером дозволив їй прийняти, хоч і неохоче, ідеї, які не підтверджені наукою». Оглядачка «Den of Geek» Джульєтта Гарріссон назвала серію «найкращим окремим епізодом» 6-го сезону і написала: «Часові петлі, якщо затягувати їх занадто довго, можуть стати нудними, але в малих кількостях вони можуть бути весело смішними або болісно гострими. Цей епізод, безумовно, відноситься до другого випадку, оскільки пригнічена подруга грабіжника змушена бути свідком смерті її бойфренда, Малдера, Скаллі та великої групи невинних людей — які помирають знову і знову, поки, нарешті, вона не прориває петлю, помираючи сама […] Обов'язок рятувати всіх, який значною мірою лежить на плечах невідомої жінки, ефективно вносить зміну темпу і надає відчуття подиху свіжого повітря». Ерл Крессі з «DVD Talk» назвав «Понеділок» одним із «основних моментів 6-го сезону». Зак Гендлен з «The A.V. Club» присвоїв епізоду оцінку «А» і назвав його «сценарієм, який рівномірно поєднує гумор, структурний блиск і співчуття». Гендлен порівняв епізод із «Днем бабака», зазначивши, що, хоча в обидох є персонаж, який може перезапустити день, у «Понеділку» герої мають перевагу вільного вибору і можуть змінювати фактори: «Кожного понеділка до неї є певні основні вимоги: хлопець із вибухівкою, пограбування банку, агенти ФБР […] та потужний вибух. Окрім цього, нічого не визначено». Гендлен дійшов висновку, що епізод міг бути як «дуже забавною годиною», так і «нести серйозний смуток».
Джордан Фарлі з видання «НФІкс» назвав епізод восьмим із серії «Найкращих днів бабака». Фарлі аплодував жовчності серії — щоб, здавалося б, убити одного з ведучих у тизері? І оцінив поєднання гумору — під час сцен з Малдером та його водяним ліжком — та його альтернативні сценарії в банку. Наталі Прадо з «Just Press Play» надала епізоду оцінку «A–» і написала: «Епізод добре написаний й динамічний. Як аудиторія, ми все більше засмучуємось тим, що двоє людей, яких знаємо, можуть вирішити проблему, але не знають, що вона існує. Що робить сюжет у виграші, коли вони нарешті знаходять вихід, і набагато кращим. Є кілька стрибків у логіці, особливо при кінці, але загалом це твердий грунт і приємно». Джеймі Джеффордс, пишучи для газети «The Dallas Morning News», відзначив епізод 4 із п'яти зірок і високо оцінив виступ Гемілтон, написавши: «Що робить „Понеділок“ виступом Гемілтон […] Коли її в кінці вбивають, майже відчуває радість, коли розуміє, що її смерті ніколи раніше не було, тому, можливо, це вже закінчилося. Її виступ переслідує. Дуже потужно». Оглядачка «Michigan Daily» Меліса Рунстром в огляді шостого сезону повідомила, що, на її думку, «Понеділок» був «добре зробленим і розважальним». Пола Вітаріс з «Cinefantastique» надала епізоду великий позитивний відгук і присудила йому 3.5 зірки з чотирьох. Вітаріс назвала серію «геніальною і душероздираючою» та зазначила, що акторська гра Девіда Духовни і Джилліан Андерсон була найкращою в сезоні. Крім того, вона високо оцінила режисерський стиль Меннерса, назвавши одні і ті ж сцени, зняті різними способами, новаторським підходом.

## Знімалися
| Актор             | Роль                       |
| ----------------- | -------------------------- |
| Девід Духовни     | Фокс Малдер                |
| Джилліан Андерсон | Дейна Скаллі               |
| Мітч Піледжі      | Волтер Скіннер             |
| Керрі Гемілтон    | Пен                        |
| Даррен Е. Берроуз | Бернард Оутс Шаблон:Вролях |